# Cricquebœuf
Cricquebœuf és un municipi francès situat al departament de Calvados i a la regió de Normandia. L'any 2007 tenia 205 habitants.

## Demografia

### Població
El 2007 la població de fet de Cricquebœuf era de 205 persones. Hi havia 101 famílies de les quals 32 eren unipersonals (20 homes vivint sols i 12 dones vivint soles), 45 parelles sense fills, 20 parelles amb fills i 4 famílies monoparentals amb fills.
La població ha evolucionat segons el següent gràfic:
Habitants censats

### Habitatges
El 2007 hi havia 155 habitatges, 98 eren l'habitatge principal de la família, 50 eren segones residències i 7 estaven desocupats. 146 eren cases i 8 eren apartaments. Dels 98 habitatges principals, 62 estaven ocupats pels seus propietaris, 31 estaven llogats i ocupats pels llogaters i 5 estaven cedits a títol gratuït; 7 tenien dues cambres, 11 en tenien tres, 24 en tenien quatre i 55 en tenien cinc o més. 87 habitatges disposaven pel capbaix d'una plaça de pàrquing. A 54 habitatges hi havia un automòbil i a 42 n'hi havia dos o més.

### Piràmide de població
La piràmide de població per edats i sexe el 2009 era:
| Homes | Edats   | Dones |
| ----- | ------- | ----- |
| 0     | 95 o +  | 0     |
| 0     | 90 a 94 | 0     |
| 0     | 85 a 89 | 4     |
| 0     | 80 a 84 | 4     |
| 4     | 75 a 79 | 0     |
| 4     | 70 a 74 | 4     |
| 4     | 65 a 69 | 4     |
| 0     | 60 a 64 | 12    |
| 4     | 55 a 59 | 8     |
| 8     | 50 a 54 | 4     |
| 8     | 45 a 49 | 8     |
| 4     | 40 a 44 | 8     |
| 4     | 35 a 39 | 4     |
| 4     | 30 a 34 | 12    |
| 8     | 25 a 29 | 4     |
| 16    | 20 a 24 | 0     |
| 4     | 15 a 19 | 4     |
| 0     | 10 a 14 | 0     |
| 4     | 5 a 9   | 8     |
| 0     | 0 a 4   | 4     |

## Economia
El 2007 la població en edat de treballar era de 141 persones, 101 eren actives i 40 eren inactives. De les 101 persones actives 97 estaven ocupades (60 homes i 37 dones) i 4 estaven aturades (2 homes i 2 dones). De les 40 persones inactives 18 estaven jubilades, 8 estaven estudiant i 14 estaven classificades com a «altres inactius».

### Ingressos
El 2009 a Cricquebœuf hi havia 89 unitats fiscals que integraven 205 persones, la mediana anual d'ingressos fiscals per persona era de 20.299 €.

### Activitats econòmiques
Dels 18 establiments que hi havia el 2007, 3 eren d'empreses de construcció, 4 d'empreses de comerç i reparació d'automòbils, 2 d'empreses d'hostatgeria i restauració, 1 d'una empresa financera, 2 d'empreses immobiliàries i 6 d'empreses de serveis.
Dels 4 establiments de servei als particulars que hi havia el 2009, 2 eren paletes, 1 fusteria i 1 agència immobiliària.
L'únic establiment comercial que hi havia el 2009 era una fleca.
L'any 2000 a Cricquebœuf hi havia 8 explotacions agrícoles que ocupaven un total de 84 hectàrees.

## Poblacions més properes
El següent diagrama mostra les poblacions més properes.